# Havok (společnost)
Havok je irská softwarová společnost založená v roce 1998 Hughem Reynoldsem a Stevenem Collinsem. Společnost sídlí v Dublinu v Irsku a jejím vlastníkem je od roku 2015 Microsoft. Navázal aktivní partnerství se společnostmi Activision, Electronic Arts, Nintendo, Microsoft, Sony, Bethesda Softworks a Ubisoft.
Multiplatfomová technologie je k dispozici pro PlayStation 2, PlayStation 3, PlayStation 4, PlayStation Portable, Xbox, Xbox 360, Xbox One, Wii, Wii U, GameCube a počítače. Technologie je využita ve více než 150 herních titulech jako Half-Life 2, Halo 2, Dark Souls, Mafia III, Tony Hawk's Project 8, The Elder Scrolls IV: Oblivion, Age of Empires III, Vanquish, Lost Planet 2, Fallout 3 nebo Super Smash Bros. Brawl.
Dne 2. říjen 2015 Intel prodal Havok společnosti Microsoft.